# Claudia Preuß-Boehart
Claudia Preuß-Boehart (gebürtig Claudia Preuß; * 1. September 1951 in Fleestedt) ist eine deutsche Rechtsanwältin und Politikerin (SPD).

## Leben
Claudia Preuß-Boehart legte im Jahr 1969 in Ratzeburg das Abitur ab und studierte Rechtswissenschaften an der Universität Hamburg, der Ruprecht-Karls-Universität Heidelberg und der Universität Genf. Im Nebenfach studierte sie Politologie. Sie absolvierte ihr Referendariat in Hamburg und eine Auslandsstation in den USA. 1980 legte sie das zweite juristische Staatsexamen ab und arbeitete als Rechtsanwältin. Im Jahr 1981 ließ sie sich als selbstständige Rechtsanwältin nieder und erhielt 1984 die Zulassung als Notarin. Im Jahr 1989 trat sie in die SPD ein und wurde 1990 in den geschäftsführenden Kreisvorstand im Kreis Herzogtum Lauenburg gewählt, von 1994 bis 2007 war sie Vorsitzende.
Im Landtagswahlkreis Lauenburg-Mitte errang sie im Jahr 1992 das Direktmandat für den Landtag Schleswig-Holsteins. Sie war Mitglied des Eingabenausschusses, des Umweltausschusses sowie des Innen- und Rechtsausschusses. 1993 bis 1995 gehörte sie dem Ersten Untersuchungsausschuss der 13. Wahlperiode an, der die so genannte Schubladenaffäre als Folge der Barschel-Affäre von 1987 untersuchte. Darin vertrat sie eine kritische Haltung gegenüber Günther Jansen. Für „ihre Redlichkeit“ bezahlte sie nach Ansicht von Beobachtern „mit ihrer politischen Karriere“. Sie war außerdem Mitglied des Richterwahlausschusses und nahm 1994 an der 10. Bundesversammlung teil.
Nach dem Ausscheiden aus dem Parlament kehrte sie in ihren Beruf als Rechtsanwältin und Notarin zurück und betreibt mit einem Partner eine Rechtsanwaltskanzlei in Ratzeburg.
Claudia Preuß-Boehart ist unter anderem Mitglied im Deutschen Anwaltverein und im Deutschen Juristinnenbund. Sie ist verheiratet und hat eine Tochter.